# 矢野みなみ (アナウンサー)
矢野 みなみ（やの みなみ、1991年〈平成3年〉4月28日 - ）は、日本のフリーアナウンサー。元岡山放送 (OHK) のアナウンサー。ホリプロ所属。

## 来歴
大分県出身。甲南女子大学文学部卒業。大学在学時にはよさこい部に所属し、地域の夏祭りやチャリティーコンサートなどに参加。4年時には部の代表を務めていた。
大学を卒業後、2014年4月に岡山放送に入社。同期の中西悠理とともに同局のアナウンサーになる。在籍期間中、報道制作局報道部と制作部に所属していた。
2020年3月に岡山放送を退社。それに際し、同局公式サイトに設けられていたブログ最後のエントリーに「これからもアナウンサーのお仕事は続けていきます」と綴っている。
2020年4月からホリプロアナウンス部に所属。

## 担当番組
現在担当番組
- SUNNY TIME（KBS 京都放送）[6]

CM
- 県民共済岡山（2020年　- ）

岡山放送
- OHK☆女子アナゴルフ部（岡山放送、2014年7月）[7]
- ミルンへカモン! なんしょん?（岡山放送） - MC（2014年12月 - 2020年3月）[3]
- めざましテレビ（フジテレビ） - 「あさ絶景！めざましお天気キャラバン」中継出演（2016年8月22日・8月23日）[8]
- 金バク!（岡山放送、2017年4月 - 2020年3月）[9]
- サン讃かがわPLUS（岡山放送）[10]
- FNNスピーク ローカルパート（岡山放送）
- OHKフラッシュニュース（岡山放送）
- サザエさん×OHK 瀬戸内環境キャンペーン Re:SETO（岡山放送）[10]

 CM 
- OHKまちなかスタジオ「ミルン」CM（岡山放送）[11]